# 野中耕一
野中 耕一（のなか こういち、1934年3月31日 - 2014年12月9日）は、経済学者、タイ研究者。

## 略歴
愛知県生まれ。1961年東京大学農学部農業経済学科卒業、アジア経済研究所入所。1965年タイ王国カセサート大学留学。1977年アジア経済研究所バンコク事務所代表。1979年JICA専門家としてタイ国メイズ開発計画に参加。1990年チュラロンコン大学客員研究員。1992年アジア経済研究所理事。1997年川崎医療福祉大学客員教授。1983年、『農村開発顛末記』により日本翻訳文化賞受賞。
2014年12月9日、前立腺癌のため死去。

## 翻訳
- ニミット・プーミターウォン『ソーイ・トーン タイ国農民小説選』編訳 井村文化事業社 タイ叢書 文学編 1979
- シーファ『生みすてられた子供たち』井村文化事業社 タイ叢書 文学編 1981
- ニミット・プーミターウォン『農村開発顛末記 タイ国農民小説選2』編訳 井村文化事業社 タイ叢書 文学編 1983
- スミット・ヘーマサトン, アキン・ラピーパット『アジアにかかる虹 スラムのともしび・プラティープ先生』大同生命国際文化基金 アジアの現代文芸 タイ 1987
- チャティプ・ナートスパー『タイ村落経済史』末広昭共編訳 井村文化事業社 東南アジアブックス タイの社会 1987
- ゴー・バンコク『最後のパトロール タイ国境警備警察隊』燦々社 1991
- ポンピライ・ルートウィチャー『濁流を越えて 南タイの果樹の里』燦々社 NGOと開発シリーズ 1992
- セーリー・ポンピット『村は自立できる 東北タイの老農』編訳 燦々社 NGOと開発シリーズ 1992
- ピッタヤー・ウォンクン『村の衆には借りがある 報徳の開発僧たち』編訳 燦々社 NGOと開発シリーズ 1993
- ポー・オー・パユットー『テーラワーダ仏教の実践 ブッダの教える自己開発』編訳 サンガ 2007　のち文庫
- ポー・オー・パユットー『仏法 テーラワーダ仏教の叡智』サンガ 2008
- ポー・オー・パユットー『仏法の思考と実践 テーラワーダ仏教と社会』サンガ 2009
- 『ポー・オー・パユットー仏教辞典 仏法篇』編訳 サンガ 2012